# Tratat de pace

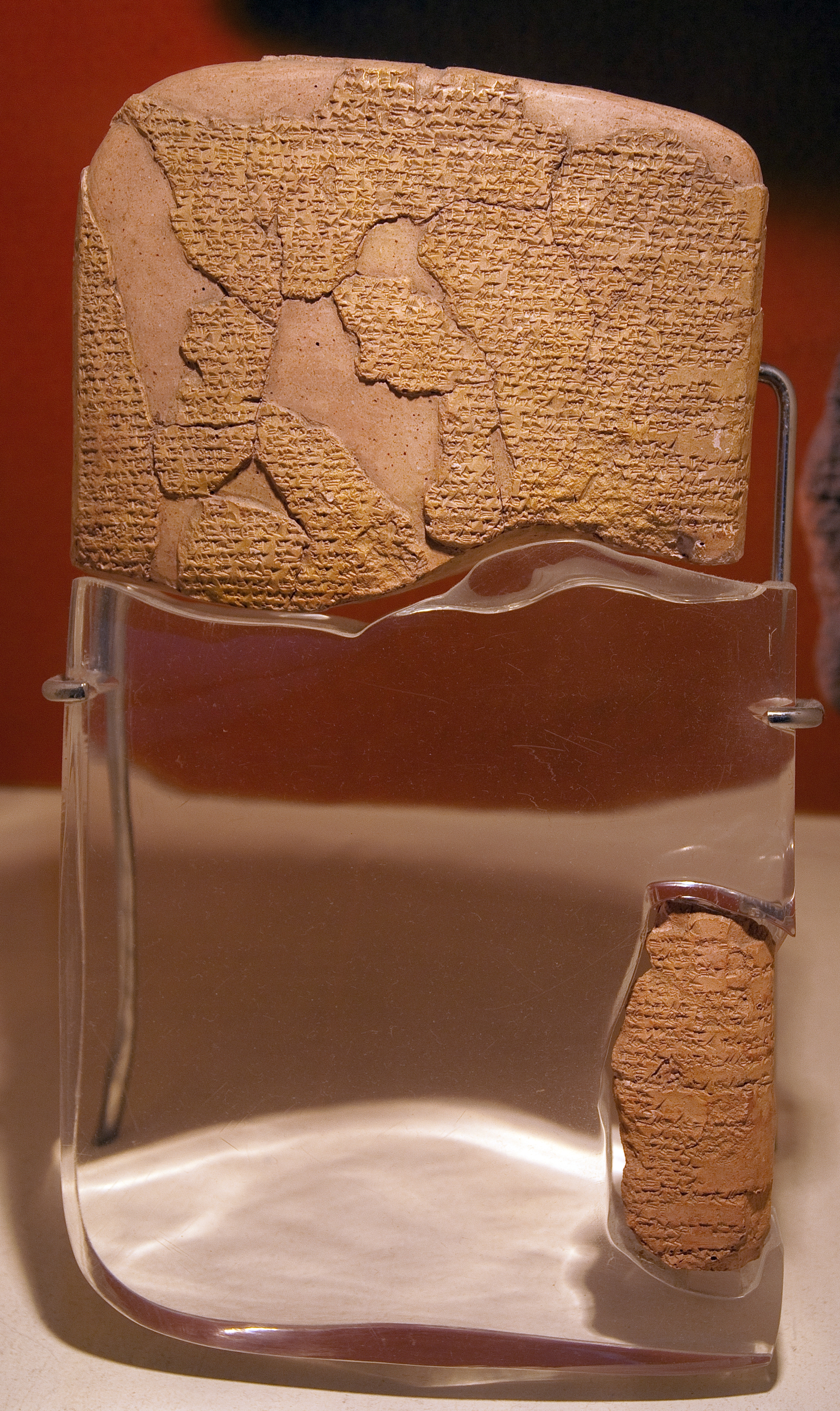
O tabletă cu cel mai vechi tratat cunoscut, „Tratatul de la Kadesh”, expus la Institutul Arheologic de la Istanbul

Un tratat de pace este un acord între două sau mai multe entități aflate în conflict, (de obicei, țări sau guverne), care pune capăt în mod oficial stării de război dintre cele două părți. Tratatul de pace diferă de armistițiu, care este un acord pentru oprirea ostilităților, de capitulare, în care o armată este de acord să depună armele, sau o încetare a focului, în care părțile cad de acord să înceteze luptele temporar sau pe termen nelimitat.

## Elementele unui tratat
Există o serie de prevederi care pot fi incluse într-un tratat, iar conținutul acestuia depinde, în mod normal, de natura conflictului căruia trebuie să îi pună capăt. Unele dintre aceste prevederi ar putea să fie:
- Modificarea sau confirmarea oficială a liniei de frontieră;
- Stabilirea de mijloace pentru rezolvarea unor viitoare dispute;
- Acces la anumite resurse naturale, facilități industriale sau portuare;
- Statutul refugiaților;
- Rezolvarea unor probleme financiare;
- Definireau unor practici interzise între părțile contractante;
- Validarea, anularea sau prelungirea unor tratate deja existente, etc.

Tratatele sunt negociate sau ratificate pe teritoriul unor state neutre în conflictul căruia se încearcă să i se pună capăt. Delegați din statele neutre pot participa la semnarea tratatului ca martori, sau pot să devină, la rândul lor, semnatari ai tratatului de pace. În cazul unor conflicte ample, care au implicat mai multe state, tratatul de pace capătă un caracter internațional. Un asemnea conflict poate fi încheiat și prin semnarea unor serii de tratate de pace bilaterale.
În istoria modernă sunt cunoscute cazurile mai multor conflicte a căror rezolvare a fost foarte dificilă. Asemenea conflicte au fost întrerupte pentru început printr-un acord de încetare a focului, iar starea de pace a fost atinsă prin întreprinderea de către fiecare parte beligerantă a unor pași discreți, care au apropiat pozițiile celor implicați până în situația în care s-a putut semna tratatul de pace.
În cazul războaielor civile, în special, în cazul unor tentative eșuate de secesiune teritorială, luptele se duc, de obicei, până când una dintre părțile implicate în conflict este învinsă și silită să capituleze (ca în cazul Războiului Civil American). Spre deosebire de aceasta, în cazul unei secesiuni reușite, o declarație de independență este susținută în mod oficial de un tratat de pace.

## Rolul ONU
După fondarea ONU la încheierea celui de-al Doilea Război Mondial, această organizație a încercat să acționeze ca un forum pentru rezolvarea conflictelor internaționale și este, de multe ori, negociatorul principal și garantul tratatului de pace.
Numărul mare de tratate și obligații internaționale ale statelor membre ale ONU sunt factori care încearcă să controleze comportamentul în caz de război și să facă de neutilizat opțiunea războiului total.

## Tratatele de pace de-a lungul istoriei

### Antichitate
Primul tratat de pace cunoscut a fost cel dintre hitiți și egipteni, după Bătălia de la Kadesh. Bătălia a avut loc într-o zonă care este astăzi pe teritoriul Siriei. După o bătălie sângeroasă de patru zile, nicio parte nu a avut un câștig substanțial, deși ambii beligeranți și-au proclamat victoria. Cum nicio parte nu a fost învinsă în mod hotărâtor, luptele au continuat, iar faraonul Ramses al II-lea a reușit să cucerească orașele Kadesh și Amurru în cel de-al optulea an al domniei sale.. Cum nici aceste victorii nu îndepărtau posibilitatea continuării conflictului, sfătuitorii celor doi lideri au reușit să-i convingă să pună capăt stării de război și să semneze un tratat de pace. Ambele puteri nu-și mai puteau permite continuarea războiului, în condițiile în care fiecare în parte era amenințată de atacul unor puternice forțe. Egiptul era nevoit să apere lunga frontieră vestică, amenințată de incursiunile triburilor libiene, iar hitiții își vedeau amenințate pozițiile de puternicul Imperiu Asirian, care reușise să ocupe teritoriul dintre fluviile Tigru și Eufrat, care fusese vasal al hitiților
Textul tratatului a fost înregistrat în două versiuni, una scrisă cu hieroglife egiptene, iar alta cu cuneiforme akkadiene. Ambele versiuni au supraviețuit până în zilele noastre. Această formă bilingvă este comună multor tratate care s-au semnat până în zilele noastre. Acest tratat se deosebește de altele prin faptul că textul în fiecare limbă diferă într-un anumit punct. Deși cea mai mare parte a textului este identic, textul hitit afirmă că egiptenii sunt cei care au cerut pacea, în vreme ce versiunea egipteană afirmă exact invers. Versiunea egipteană a tratatului a fost gravată pe o placă de argint, iar această versiune a fost înscrisă pe zidul templului de la Karnak.
Tratatul a fost încheiat între Ramses al II-lea și Hattusili al III-lea în al 21-lea an al domniei faraonului egiptean (cca.1258 î.Hr). Cele 18 articole conțin numeroase elemente care pot fi găsite și în tratatele vremurilor noastre. Tratatul conține prevederi legate de asistența mutuală în cazul în care una dintre părți este atacată de o terță putere, sau în cazul unor tulburări interne. Unele articole prevăd repatrierea forțată a refugiaților și imunitatea lor după reîntoarcerea în patrie. Asemenea prevederi pot fi considerate echivalente cu un tratat de extrădare. Tratatul conține și un articol referitor la încălcarea prevederilor tratatului și pedepsele care se cuvin să fie aplicate.
Acest tratat are o asemenea importantă în domeniul relațiilor internaționale, încât o reproducere a textului lui este expusă în clădirea ONU din New York.

### Istoria modernă
Printre cele mai cunoscute tratate de pace se numără:
- Pacea Westfalică reprezintă, în fapt, o serie de tratate de pace. Acestea sunt considerate ca primul exemplu de diplomație modernă, care a implicat pentru prima oară sistemul statelor naționale. Războaiele care au urmat acestui tratat au încetat să mai fie războaie religioase, permițând puterilor protestante și catolice să se alieze, ceea ce a fost o modificare amplă pe scena politică și diplomatică internațională.
- Tratatul de la Paris din 1815, semnat după înfrângerea lui Napoleon Bonaparte în bătălia de la Waterloo,
- Tratatul de la Versailles, care a pus capăt în mod oficial Primului Război Mondial. Acest tratat este considerat de mulți istorici „vinovat” de apariția și dezvoltarea nazismului în Germania și, în cele din urmă, de izbucnirea celei de-a doua conflagrații mondiale. Cuantumul uriaș al despăgubirilor de război pe care a fost obligată Germania să le plătească puterilor victorioase, faptul că Germania a fost obligată să accepte că este singura vinovată de declanșarea războiului și restricțiile dure impuse armatei și industriei militare au provocat un resentiment profund în rândul populației.
- Războiul din Coreea a încetat odată cu semnarea unei convenții de armistițiu, dar, în acest caz, nu a fost încă semnat un tratat de pace.